# Ivar Nilsson (Ivar Nilssons ätt)
Ivar Nilsson (Ivar Nilssons ätt), född 1300-talet, död 18 april 1417, var en svensk lagman och riksråd.
Det är sannolikt hans sigill som blev funnet år 2020 vid Svaneholms borgruin, Östergötland.

## Biografi
Ivar Nilsson (Ivar Nilssons ätt) föddes på 1300-talet. Han var son till riksrådet Nils Magnusson (Ivar Nilssons ätt) och Kristina Ivarsdotter Rova, en dotter till fähirden i Tønsberg som hette Ivar Nilsson.
Han var lagman i Östergötlands lagsaga från 1392 intill sin död 1417. Blev riksråd någon tid i perioden 1389 till 1396. Ivar Nilsson avled 1417 och begravdes i Vadstena klosterkyrka.

### Familj
Ivar Nilsson gifte sig strax efter 13 december 1390 med Margareta Bonde (död 1401), dotter till riksrådet Tord Bonde och Ramborg Nilsdotter (Vasa). De fick tillsammans barnen Ingeborg Ivarsdotter som var gift med Axel Pedersen (Tott) och Kristina Ivarsditter som var gift med riksföreståndaren Nils Jönsson (Oxenstierna).
En gravsten över Margareta Bonde finns i Skänninge kyrka, Linköpings stift.